# لئوزا
لئوزا (انگلیسی: Leuza) یک شهرک در شهرستان کیگینسکی استان باشقیرستان کشور روسیه است.